# Чарлс Брейди
Чарлс Елтън Брейди (на английски: Charles Eldon Brady) е американски лекар и астронавт на НАСА, участник в един космически полет.

## Образование
Чарлс Брейди завършва колежа North Moore High School , Робинс, Северна Каролина през 1969 г. През 1975 г. завършва медицина в Университет Дюк, Дърам, Северна Каролина. След дипломирането си специализира вътрешни болести.

## Военна кариера
Чарлс Брейди постъпва на служба в USN през 1986 г. Завършва институт по военна медицина в Пенсакола, Флорида. През юни 1986 г. е зачислен като лекар на 2 – ро авиокрило, базирано на самолетоносача USS Ranger (CV-61). Между 1988 и 1990 г. е включен в състава на демострационната ескадрила Сините ангели (на английски: Blue Angels).

## Служба в НАСА
Чарлс Е. Брейди е избран за астронавт от НАСА на 31 март 1992 г., Астронавтска група №14. Той взима участие в един космически полет.

### Полет
| Космически полет на Чарлс Елтън Брейди                           | Космически полет на Чарлс Елтън Брейди | Космически полет на Чарлс Елтън Брейди | Космически полет на Чарлс Елтън Брейди | Космически полет на Чарлс Елтън Брейди | Космически полет на Чарлс Елтън Брейди | Космически полет на Чарлс Елтън Брейди |
| №                                                                | Дата                                   | КК                                     | Емблема на мисията                     | Функции                                | Продължителност                        |                                        |
| ---------------------------------------------------------------- | -------------------------------------- | -------------------------------------- | -------------------------------------- | -------------------------------------- | -------------------------------------- | -------------------------------------- |
| 1                                                                | 20 юни 1996                            | „Колумбия“, мисия STS-78               |                                        | Специалист на мисията                  | 16 денонощия 21 часа 48 мин. 30 сек.   |                                        |
| Сумарно време в космоса – 16 денонощия 21 часа 48 минути 30 сек. |                                        |                                        |                                        |                                        |                                        |                                        |

## Награди
- Медал за отлична служба;
- Медал за похвала на USN;
- Медал за постижения на USN;
- Медал за бележити заслуги на USN;
- Медал за служба в националната отбрана;
- Медал на експедиционните сили;
- Медал на НАСА за участие в космически полет.